# David Torrence (atleta)
David Torrence (Okinawa, 26 novembre 1985 – Scottsdale, 28 agosto 2017) è stato un mezzofondista statunitense naturalizzato peruviano.

## Palmarès
| Anno                                | Manifestazione      | Sede           | Evento       | Risultato | Prestazione | Note |
| ----------------------------------- | ------------------- | -------------- | ------------ | --------- | ----------- | ---- |
| In rappresentanza degli Stati Uniti |                     |                |              |           |             |      |
| 2004                                | Mondiali juniores   | Grosseto       | 1500 m piani | 8º        | 3'43"62     |      |
| 2014                                | World Relays        | Nassau         | 4x1500 m     | Argento   | 14'40"80    |      |
| 2015                                | Giochi panamericani | Toronto        | 5000 m piani | Argento   | 13'46"60    |      |
| In rappresentanza del Perù          |                     |                |              |           |             |      |
| 2016                                | Giochi olimpici     | Rio de Janeiro | 5000 m piani | 15º       | 13'43"12    |      |
| 2017                                | Mondiali            | Londra         | 1500 m piani | Batteria  | 3'46"39     |      |